# Кротик-Короткевич, Фёдор Григорьевич
Фёдор Григо́рьевич Кро́тик-Коротке́вич (3 сентября 1913, Москва — 26 июня 1998, Москва) — советский оператор документального кино, фронтовой кинооператор в годы Великой Отечественной войны. Заслуженный деятель искусств РСФСР (1988), лауреат Сталинской премии второй степени (1942).

## Биография
Родился в Москве в семье служащих. В 1930—1931 годах работал слесарем на механическом заводе, шофёром, электромонтёром в Улан-Удэ (Монголия). В июле 1932 года был принят на Московскую кинофабрику «Союзкинохроника» (в дальнейшем — Центральная студия кинохроники) в качестве ассистента звукооператора, в 1938—1941 годах работал как звукооператор (фильмы «Военная присяга» (1935), «Клавдия Сахарова», «Три героини» (1938), «Красноармейские таланты» (1939) и другие). Окончил операторские курсы при киностудии.
С началом Великой Отечественной был призван в Красную армию, работал как ассистент оператора в киногруппах Черноморского флота, снимал бои за Крым и оборону Севастополя, совершал вылеты на бомбовые удары по тылам врага. В 1944 году с киногруппой 3-го Украинского фронта принимал участие в Белградской операции и освобождении Югославии.
По окончании войны продолжил работать на Центральной студии документальных фильмов, кроме фильмов был автором сюжетов для кинопериодики: «Союзкиножурнал» и другой, имел опыт и как режиссёр.
 С 1963 года — оператор на киностудии Министерства обороны СССР.
Член ВКП(б) с 1944 года, член Союза кинематографистов СССР с 1975 года. Член Союза журналистов СССР.
Хроникальные кадры с Ф. Кротик-Короткевичем вошли в документальный фильм «Рядом с солдатом» (1975; реж. И. Гелейн)
Скончался 26 июня 1998 года в Москве.

## Семья
- Дочь — Ирина Фёдоровна Кротик-Короткевич (р. 1952), режиссёр дубляжа[1].

## Избранная фильмография
- 1939 — С. М. Киров (совм. с М. Глидером, А. Лебедевым, М. Суховой)
- 1942 — День войны (совм. с группой операторов)
- 1942 — Черноморцы (совм. с группой операторов)
- 1944 — Конвоирование военнопленных немцев через Москву (совм. с группой операторов)
- 1944 — Памяти патриарха Сергия (совм. с И. Беляковым, Р. Халушаковым, Сенкевичем)[7]
- 1945 — XXVIII Октябрь (совм. с группой операторов)
- 1946 — XXIX-й Октябрь (совм. с группой операторов)
- 1946 — Молодость нашей страны (совм. с В. Доброницким, С. Семёновым, М. Трояновским; Н. Вихиревым, М. Ошурковым)
- 1946 — Югославия (совм. с группой операторов)
- 1948 — XXXI-й Октябрь (совм. с группой операторов)

## Награды и премии
- Сталинская премия второй степени (1943) — за фильм «Черноморцы»[8]
- заслуженный деятель искусств РСФСР (1988)[9]
- орден Красного Знамени (14 августа 1942) — за образцовое выполнение боевых заданий командования на фронте борьбы с немецкими захватчиками и проявленные при этом доблесть и мужество[2]
- орден Отечественной войны II степени (1 августа 1986)[10]
- 8 медалей[9]

## Комментарии
1. ↑  Согласно письму оператора И. Запорожского директору ЦСДФ С. Герасимову Ф. Короткевич с Д. Рымаревым были отчислены из киногруппы Черноморского флота в результате «шкурных» интриг вышестоящего руководства[3].